# 基托-阿爾馬區
基托-阿爾馬區（西班牙語：Distrito de Quito-Arma），是秘魯的一個區，位於該國中南部萬卡韋利卡大區的瓦伊塔拉省，始建於1955年7月25日，面積222.32平方公里，海拔高度2,956米，2005年人口907，人口密度每平方公里4.1人。